# Прапор Кенії
Прапор Кенії — один з офіційних символів держави Кенія. Прийнятий 12 грудня 1963.

## Опис і символіка
Прапор Кенії складається з трьох горизонтальних смуг чорного, червоного і зеленого кольорів, розділених між собою двома білими горизонтальними смугами. У центральній частині прапора знаходиться зображення червоно-біло-чорного щита африканського народу масаї, а за ним — зображення двох перехрещених білих списів.
Кольори мають таке значення:
- Чорний колір символізує африканське населення країни.
- Червоний уособлює кров, пролиту під час боротьби за незалежність Кенії.
- Зелений символізує сільське господарство і природні багатства країни.
- Білий колір символізує мир.